# جون لوندبيرغ (سياسي)
جون لوندبيرغ (بالإنجليزية: Jon Lundberg)‏ هو سياسي أمريكي، ولد في 26 يونيو 1961 في رويال أوك في الولايات المتحدة. حزبياً، نشط في Tennessee Republican Party ‏. وقد انتخب عضو مجلس نواب تينيسي.